# GR-53

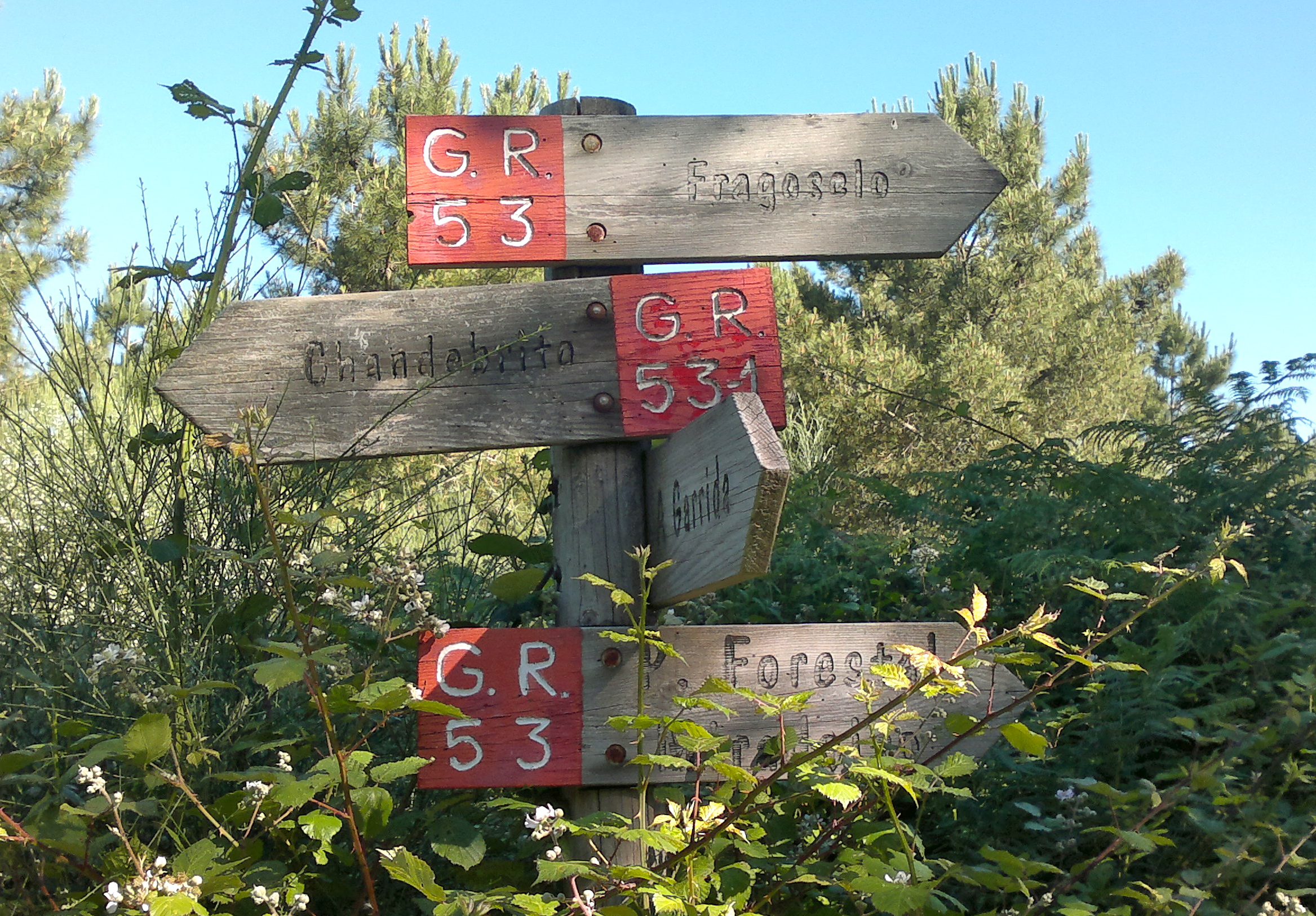
Indicaciones en el Monte de Alba, Vigo.

El sendero de Gran Recorrido, denominado "Panorámico de Vigo" tiene 58 km. Un recorrido principal de unos 40 km y dos variantes, GR-53.1 y GR-53.2, con 8 y 10 km aproximadamente. Transcurre por un entorno natural que bordea la gran ciudad de Vigo, enlazando colinas y cerros y uniendo aldeas y pueblos por senderos y pistas forestales, dominadas por pinares y eucaliptales de explotaciones forestales. La nota característica de todo el trazado es la magnífica vista que se contempla de toda la ría de Vigo, y con ella, de las Islas Cíes.